# Ludzie w czerni

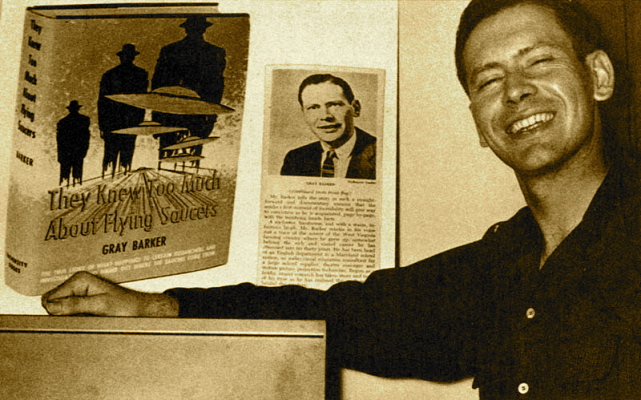
Gray Barker promujący w 1956 roku swoją książkę They Knew Too Much About Flying Saucers, w której przedstawił koncept ludzi w czerni

Ludzie w czerni, faceci w czerni (ang. men in black, MiB) – powtarzający się w historiach o kontaktach z UFO motyw tajemniczych ludzi w czarnych garniturach, przedstawiających się jako agenci rządu Stanów Zjednoczonych, próbujących nakłonić do milczenia osoby twierdzące, że widziały niezidentyfikowany pojazd latający lub miały kontakt z obcymi. Relacje o ludziach w czerni pojawiały się najczęściej w latach 50. i 60. XX w. i należą do klasycznych teorii spiskowych. 
Schemat działania MiB jest zwykle podobny: do mieszkania wchodzi trzech mężczyzn, siadają w pokoju przy stole, wyciągają małe pudełeczko, po czym zaczynają nakłaniać do zmiany poglądów/wyjaśnień związanych z UFO. Zwykle po zakończeniu rozmowy wychodzą bardzo zdenerwowani. Można to tłumaczyć możliwością zastosowania ww. pudełka jako przyrządu do czyszczenia pamięci czy też może wywierania większego wpływu, czyli ich wyjście w zdenerwowanym stanie jest efektem nieefektywnej pracy urządzenia.
Na bazie mitu powstał komiks, na którym bazuje film Faceci w czerni i jego kontynuacja. Motyw tajemniczych agentów nakłaniających do milczenia można też zaobserwować w filmach Matrix i Piękny umysł oraz serialu Z Archiwum X.